# Association des joueurs d'échecs par correspondance
L'Association des joueurs d'échecs par correspondance (AJEC) est une association régie par la loi de 1901 et qui a pour but de favoriser et de contrôler la pratique du jeu d'échecs par correspondance en France.

## Historique
L'AJEC fut fondée en 1937 par le Dr Pierre Bos. C'est la première Association française des joueurs d'échecs par correspondance (AFEC) sous le contrôle de la FFE dont elle est une section (bulletin de la FFE de novembre 1938). 
De 1937 à 1938, c'est Pierre Biscay qui fut président de l'AJEC puis Gaston Legrain présida l'association durant la Seconde Guerre mondiale de 1939 à 1945 et enfin Gaston Balbo en 1946.
En 1951, avec l'appui de l'AJEC, l'ICCA a été transformée en ICCF (International Correspondence Chess Federation) et Gaston Balbo en était le représentant français.
En 1959, le Dr Volf Bergraser est devenu le premier Français maître international par correspondance. Il est devenu grand maître international par correspondance en 1981.
En 1959, l'AJEC avait 908 membres, 64 tournois ont été organisés alors que 380 joueurs ont pris part à la Coupe de France.
En 1966, pour honorer la mémoire de deux pionniers défunts, l'AJEC a organisé la coupe Évrard-Delannoy. Avec un total de 200 équipes de 6 joueurs chacune, venant de 19 pays (20 équipes de France, 28 équipes de l'URSS et 50 équipes de l'Allemagne de l'Est), ce tournoi était certainement le premier tournoi international de cette importance, soit plus de 1 200 joueurs.
En 1974, dans le cadre de la XXIe Olympiade (organisée par la Fédération internationale des échecs), la ville de Nice a reçu la réunion du présidium ICCF. L'AJEC regroupe près de 1 500 membres et le nombre de joueurs français dans les événements internationaux s'accroît. L'AJEC a été désignée pour organiser la deuxième Coupe latine. Le Courrier des échecs (la revue de l'Association) obtient une notoriété mondiale avec 92 étrangers abonnés dans 28 pays différents.
En 1987, l'AJEC a 50 ans et un tournoi commémoratif « Le 50e anniversaire du tournoi » a été organisé avec 326 joueurs. L'AJEC a été une nouvelle fois honorée par la médaille d'argent ICCF qui a été attribuée à Bodis. 
En 1998, l'AJEC organise le premier tournoi Mare Nostrum pour aider le développement des échecs par correspondance dans les pays du pourtour méditerranéen. Plusieurs tournois rendant hommage à des anciens joueurs et responsables de l'AJEC ont été organisés. En 1989, le mémorial Volf Bergraser, en 2002 le mémorial Jacques Jaudran, en 2003 le mémorial André Giraudet, en 2009 le mémorial Pierre Giraudet, en 2012 le mémorial Henri Pinson,en 2013 le mémorial Francis Alozy, en 2014 le mémorial Sylvain Zinser, et 2018 le mémorial Maurice Muneret.
En 2007, l'AJEC a 70 ans et organise le Jubilee 70 ans AJEC réunissant plus de 350 joueurs de tous les pays du monde. Stéphane Standaert est son vainqueur.
À ce jour, 25 joueurs français ont un titre international.
Le président actuel de l'AJEC est Michel Lecroq, qui a obtenu le titre de grand maître international par correspondance en 1998.
Ci-dessous l'historique des présidences et la composition du bureau de l'AJEC élu par le comité directeur.
| 1947 - Création de l'Association des Joueurs Échecs par Correspondance |              |                          |              |                 |
| Périodes                                                               | Président    | Vice-président           | Secrétaire   | Trésorier       |
| Janvier 1947 à décembre 1947                                           | G. Renaud    | Dr P. Bos                | I. Bernstein | J. Delannoy     |
| Janvier 1948 à juin 1949                                               | N.M. Boulle  | Dr P. Bos                | I. Bernstein | J. Delannoy     |
| Juillet 1949 à septembre 1963                                          | N.M. Boulle  | Dr P. Bos                | J. Delannoy  | J. Delannoy     |
| Octobre 1963 à mars 1964                                               | N.M. Boulle  | Dr P. Bos                | G. Balbo     | J. Delannoy     |
| Avril 1964 à juin 1967                                                 | F. Supper    | G. Balbo                 | J. Girard    | F. Maitre       |
| Juillet 1967 à juin 1970                                               | F. Supper    | G. Balbo                 | A. Gérard    | F. Maitre       |
| Juillet 1970 à mai 1971                                                | F. Supper    | G. Balbo                 | P. Maréchal  | F. Maitre       |
| Juin 1971 à décembre 1971                                              | J. Jaudran   | G. Balbo                 | P. Maréchal  | F. Maitre       |
| Janvier 1972 à décembre 1973                                           | J. Jaudran   | G. Balbo                 | P. Maréchal  | J.P. Le Charles |
| Janvier 1974 à mai 1976                                                | J. Jaudran   | A. Giraudet              | P. Maréchal  | J.P. Le Charles |
| Juin 1976 à mai 1977                                                   | J. Jaudran   | A. Giraudet              | P. Maréchal  | P. Bridier      |
| Juin 1977 à juin 1983                                                  | P. Couet     | A. Giraudet              | P. Maréchal  | P. Bridier      |
| Juillet 1983 à juin 1985                                               | A. Giraudet  | F. Alozy - J. Jaudran    | P. Maréchal  | P. Bridier      |
| Juillet 1985 à juin 1989                                               | A. Giraudet  | B. Berriot - J. Jaudran  | P. Maréchal  | P. Bridier      |
| Juillet 1989 à juin 1993                                               | R. Salaun    | B. Berriot - J. Jaudran  | P. Maréchal  | G. Vuillemin    |
| Juillet 1993 à juillet 1997                                            | M. Le Garrec | J. Jaudran               | D. Simonet   | G. Vuillemin    |
| Août 1997 à février 1998                                               | M. Le Garrec | B. Berriot               | D. Simonet   | G. Vuillemin    |
| Mars 1998 à juin 1999                                                  | R. Salaun    | B. Berriot - S.A. Bessis | D. Simonet   | G. Vuillemin    |
| Juillet 1999 à juin 2000                                               | P. Mary      | B. Berriot - S.A. Bessis | D. Simonet   | G. Vuillemin    |
| Juillet 2000 à juin 2001                                               | P. Mary      | B. Berriot               | D. Simonet   | G. Vuillemin    |
| Juillet 2001 à juin 2003                                               | O. Coclet    | L. Tinture - B. Berriot  | G. Hervet    | B. Berriot      |
| Juillet 2003 à juin 2006                                               | O. Bouverot  | É. Ruch - F. Geider      | G. Hervet    | B. Berriot      |
| Juillet 2006 à juin 2007                                               | M. Lecroq    | É. Ruch - G. Guidici     | G. Hervet    | B. Berriot      |
| Juillet 2007 à juin 2010                                               | M. Lecroq    | É. Ruch - F. Geider      | G. Hervet    | B. Berriot      |
| Juillet 2010 à juin 2013                                               | M. Lecroq    | É. Ruch - F. Geider      | JM. Refalo   | B. Berriot      |
| Juillet 2013 à juin 2014                                               | M. Lecroq    | É. Ruch - JM. Yvinec     | JM. Refalo   | B. Berriot      |
| Juillet 2014 à juin 2017                                               | M. Lecroq    | É. Ruch - JM. Yvinec     | J. Ferdinand | B. Berriot      |
| Depuis juillet 2017                                                    | M. Lecroq    | É. Ruch - G. Hervet      | J. Ferdinand | B. Berriot      |

## Les compétitions
L'AJEC organise deux compétitions majeures, le Championnat de France AJEC et la Coupe de France AJEC.
La première édition du championnat de France eut lieu en 1929 et fut gagnée par Amédée Gibaud, qui conservera la couronne en celui II et III. Henri Pinson a remporté 4 championnats : XII (1946/7), XIII (1947/8), XIV (1948/9) et XXXVII (1971/2). Ils l'ont gagné trois fois : Volf Bergraser (XVII, XVIII et XIX) et Christophe Léotard (LX, LXI et LXII). Le champion 2020 est Bernard Garau. Le champion 2021 est Marc Schaub. Le champion 2022 est Stéphane Renard.
La coupe de France, quant à elle, est organisée depuis 1949 et fut gagnée cette année-là par le Dr Pierre Bos, fondateur de l'AJEC. André Sécerol (XIII, XIV, XVI et XVIII) et Raymond Rusinek (IX, XII, XXVII et XXIX) sont ceux qui l'ont remportée le plus de fois. Bernard Berriot est son actuel propriétaire.   
Outre ces deux compétitions, les joueurs de l'association peuvent disputer différentes compétitions organisées par l'ICCF (International Correspondence Chess Federation), telles que le championnat du monde par correspondance dont la XIXe édition a été gagnée par le français Christophe Léotard. Michel Lecroq participé à 4 finales : IVe (3e), XXVIIe (6e) et XVIIe (10e). Il joue dans le XXXIIe. Volf Bergraser a eu deux participations : IVe (11e) et IIe (12e).  Richard Goldenberg XIIIe (11e), Patrick Spitz XVIIIe (12e) et David Roubaud XXXIe (toujours en jeu) le disputent également.
Les autres principales compétitions auxquelles participe l'AJEC sont les olympiades et le championnat d'Europe. Aux Jeux Olimpiques, l'équipe hommes composée de Michel Lecroq, Robert Serradimigni, Manuel Ménétrier et Eric Ruch a remporté la médaille de bronze lors de la édition XVI.  Dans la XIVe, elle atteint la quatrième place.  Elle a également participé à la XVIIIe (6e), IIe (7e), XIXe (8e) et XXe (11e). Aux Jeux Olympiques féminins, elle était présente à la IVe (5e) et Ve (7e).

## LeCourrier des échecs
Bien plus qu'un simple bulletin de liaison entre les adhérents de l'AJEC, le Courrier des échecs (CDE) propose toutes les composantes du jeu d'échecs par correspondance.
Il est né en janvier 1947 et Robert Sutra en était le rédacteur en chef.
Ci-dessous la chronologie des rédacteurs du Courrier des échecs.
| Rédacteurs CDE                       | Périodes            |
| Gaston Balbo - Robert Sutra          | 1947 à 1964         |
| Sylvain Zinser                       | 1964 à 1973         |
| Jacques Jaudran - Sylvain Zinser     | 1973 à 1981         |
| Jacques Jaudran - Richard Goldenberg | 1982 à 1994         |
| Jacques Jaudran                      | 1995 à 1997         |
| Pierre Ruiz-Vidal                    | 1998 à 2002         |
| Michel Bruneau                       | 2003                |
| Gilles Guidici                       | 2004 à juin 2006    |
| Pierre Ruiz-Vidal                    | Juillet 2006 à 2018 |

En 1963, l'AJEC a 18 ans et le Courrier des échecs publie son 100e numéro ; devant son succès grandissant, le CDE devient mensuel en 1967. Aujourd'hui le CDE est bimestriel, six numéros sont publiés tous les ans.
Le dernier numéro de la revue en format papier sera publié fin 2017, seule une version au format PDF sera publiée et disponible en téléchargement sur le site web de l'AJEC.  
C'est fin 2018 que la publication du Courrier des échecs est arrêtée avec le numéro 649 à la suite de la démission de son rédacteur.    
À la suite de l'arrêt de la publication du Courrier des échecs, le président  Michel Lecroq décide de créer un bulletin d'information en format PDF afin de conserver et de garder une trace de l'activité de l'association ; outre les nouveaux tournois mis en route et les résultats des membres de l'association, on y retrouve les différents rapports annuels des assemblées générales et comptes-rendus des réunions du comité directeur. Ce nouveau bulletin est appelé Info-AJEC et est téléchargeable directement sur le site web de l'AJEC.